# Ville de Maroondah
La Ville de Maroondah (City of Maroondah) est une zone d'administration locale de l'agglomération de Melbourne à l'est du centre-ville de Melbourne au Victoria en Australie.
Le nom de la zone est d'origine aborigène et veut dire feuille car la ville est très boisée.
La ville de Maroondah résulte de la fusion des villes de Ringwood et de Croydon, avec quelques petits quartiers périphériques en décembre 1994

## Liste des quartiers de l'arrondissement
- Bayswater Nord
- Croydon
- Croydon Hills
- Croydon Nord
- Croydon Sud
- Heathmont
- Kilsyth Sud
- Ringwood (en) (siège du conseil)
- Ringwood Est
- Ringwood Nord
- Warranwood